# Premios Ignotus
Los premios Ignotus son unos galardones literarios instaurados en 1991 que otorga anualmente la Asociación Española de Fantasía, Ciencia Ficción y Terror (AEFCFT) a creadores del género, con la única premisa de que las obras sean de ciencia ficción, fantasía o terror y hayan sido publicadas originalmente en España en alguna de sus lenguas oficiales, ya sean trabajos originales o traducciones, independientemente de la nacionalidad del autor o autores de las mismas. Cada año los miembros de la asociación seleccionan para una serie de categorías un número de obras elegibles publicadas durante el año natural previo al año en curso, y posteriormente, durante la celebración de la HispaCon, votan de entre las seleccionadas en cada categoría la vencedora final. Actualmente existen 14 categorías.
Los premios Ignotus buscan ser un equivalente a los premios Hugo estadounidenses para España, y toman su nombre del seudónimo con el que firmaba sus obras, a principios del siglo XX, el escritor José de Elola.

## Categorías

### Mejor novela
La categoría "premio Ignotus a la mejor novela" premia a las novelas (obras de ficción de más de 40.000 palabras) de ciencia ficción, fantasía o terror publicadas originalmente en España durante el año previo al de la entrega del galardón. Esta categoría se entrega desde la constitución de los premios en 1991, con excepción del año 1993 en la que —al igual que el resto— no se entregó. A partir de 1994 la categoría se estableció para novelas escritas originalmente en alguna de las lenguas oficiales de España exclusivamente, mientras que para el resto de novelas se creó una categoría distinta de "mejor novela extranjera".
Las obras ganadoras de este galardón son:
| Año  | Título                                | Autor                               |
| ---- | ------------------------------------- | ----------------------------------- |
| 1991 | Hyperion                              | Dan Simmons                         |
| 1992 | La fuerza de su mirada                | Tim Powers                          |
| 1994 | Salud mortal                          | Gabriel Bermúdez Castillo           |
| 1995 | El refugio                            | Juan Miguel Aguilera y Javier Redal |
| 1996 | La sonrisa del gato                   | Rodolfo Martínez                    |
| 1997 | Tierra de nadie: Jormungand           | Rodolfo Martínez                    |
| 1998 | La mirada de las furias               | Javier Negrete                      |
| 1999 | La locura de Dios                     | Juan Miguel Aguilera                |
| 2000 | El abismo te devuelve la mirada       | Rodolfo Martínez                    |
| 2001 | Nuxlum                                | José Antonio Suárez                 |
| 2002 | Demonios en el cielo                  | Gabriel Bermúdez Castillo           |
| 2003 | Cinco días antes                      | Carlos F. Castrosín                 |
| 2004 | La espada de fuego                    | Javier Negrete                      |
| 2005 | El sueño del rey rojo                 | Rodolfo Martínez                    |
| 2006 | Danza de tinieblas                    | Eduardo Vaquerizo                   |
| 2007 | Juglar                                | Rafael Marín Trechera               |
| 2008 | Alejandro Magno y las águilas de Roma | Javier Negrete                      |
| 2009 | Día de perros                         | David Jasso                         |
| 2010 | La última noche de Hipatia            | Eduardo Vaquerizo                   |
| 2011 | Crónicas del multiverso               | Víctor Conde                        |
| 2012 | Fieramente humano                     | Rodolfo Martínez                    |
| 2013 | El mapa del cielo                     | Félix J. Palma                      |
| 2014 | Memoria de tinieblas                  | Eduardo Vaquerizo                   |
| 2015 | El mapa del caos                      | Félix J. Palma                      |
| 2016 | Challenger                            | Guillem López                       |
| 2017 | La polilla en la casa del humo        | Guillem López                       |
| 2018 | Las tres muertes de Fermín Salvochea  | Jesús Cañadas                       |
| 2019 | Bionautas                             | Cristina Jurado                     |
| 2020 | Voces en la ribera del mundo          | Diana P. Morales                    |
| 2021 | Se vende alma (por no poder atender)  | Sergio Sánchez Morán                |
| 2022 | Brujas de arena                       | Marina Tena Tena                    |
| 2023 | Proyecto Kétchup                      | Ines Galiano                        |
| 2024 | El lugar invisible                    | Lola Llatas                         |

### Mejor novela extranjera
La categoría "premio Ignotus a la mejor novela extranjera" se entrega desde el año 1994, escindida de la categoría de mejor novela. Son seleccionables para esta categoría aquellas novelas (obras de ficción de más de 40.000 palabras) de ciencia ficción, fantasía o terror escritas y publicadas originalmente fuera de España, y publicadas por primera vez en España en alguna de sus lenguas oficiales durante el año previo al de la entrega del galardón. En esta categoría se recogen tanto las novelas traducidas de otros idiomas (que normalmente forman la mayor parte de las obras seleccionadas) como aquellas que, aunque en un idioma válido como el español, fueron publicadas por primera vez fuera de España (como es el caso de las obras originarias de países hispanohablantes).
Las obras ganadoras de este galardón son:
| Año           | Título                                       | Autor                |
| ------------- | -------------------------------------------- | -------------------- |
| 1994          | Misión de gravedad                           | Hal Clement          |
| 1995          | El libro del día del Juicio Final            | Connie Willis        |
| 1996          | Marte se mueve                               | Greg Bear            |
| 1997          | Marte rojo                                   | Kim Stanley Robinson |
| 1998          | Marte verde                                  | Kim Stanley Robinson |
| 1999          | Paz interminable                             | Joe Haldeman         |
| 2000          | Por no mencionar al perro                    | Connie Willis        |
| 2001          | Snow Crash                                   | Neal Stephenson      |
| 2002          | La estación de la calle Perdido              | China Miéville       |
| 2003          | Juego de Tronos                              | George R. R. Martin  |
| 2004          | Choque de reyes                              | George R. R. Martin  |
| 2005          | Los tejedores de cabellos                    | Andreas Eschbach     |
| 2006          | Tormenta de espadas                          | George R. R. Martin  |
| 2007          | Leyes de mercado                             | Richard Morgan       |
| 2008          | La carretera                                 | Cormac McCarthy      |
| 2009          | El sindicato de policía yiddish              | Michael Chabon       |
| 2010          | Diáspora                                     | Greg Egan            |
| 2011          | Nación                                       | Terry Pratchett      |
| 2012 Ex-aequo | 1Q84                                         | Haruki Murakami      |
| 2012 Ex-aequo | La chica mecánica                            | Paolo Bacigalupi     |
| 2013          | La ciudad y la ciudad                        | China Miéville       |
| 2014          | Embassytown                                  | China Miéville       |
| 2015          | El marciano                                  | Andy Weir            |
| 2016          | Las primeras quince vidas de Harry August    | Catherine Webb       |
| 2017          | El problema de los tres cuerpos              | Liu Cixin            |
| 2018          | Las estrellas son legión                     | Kameron Hurley       |
| 2019          | El largo viaje a un pequeño planeta iracundo | Becky Chambers       |
| 2020          | La brigada de luz                            | Kameron Hurley       |
| 2021          | Una órbita cerrada y compartida              | Becky Chambers       |
| 2022          | Gideon la Novena                             | Tamsyn Muir          |
| 2023          | Nona the Ninth                               | Tamsyn Muir          |

### Mejor novela corta
La categoría "premio Ignotus a la mejor novela corta" premia a las novelas cortas (obras de ficción de entre 17.500 y 40.000 palabras) de ciencia ficción, fantasía o terror publicadas originalmente en España en alguna de sus lenguas oficiales durante el año previo al de la entrega del galardón. Esta categoría se entrega desde 1995.
Las obras ganadoras de este galardón son:
- 1995 — En un vacío insondable, de Juan Miguel Aguilera y Javier Redal
- 1996 — Maleficio, de Juan Miguel Aguilera y Javier Redal
- 1997 — Un jinete solitario, de Rodolfo Martínez
- 1998 — Dar de comer al sediento, de Eduardo Gallego y Guillem Sánchez i Gómez
- 1999 — La máquina de Pymblikot, de Daniel Mares
- 2000 — Este relámpago, esta locura, de Rodolfo Martínez
- 2001 — Rax, de Eduardo Vaquerizo
- 2002 — Contra el tiempo, de Juan Miguel Aguilera y Rafael Marín Trechera
- 2003 — El mito de Er, de Javier Negrete
- 2004 — Imperio, de Ramón Muñoz
- 2005 — Amanecer, de José Antonio Cotrina
- 2006 — La traición de Judás, de Joaquín Revuelta
- 2007 — Gel azul, de Bernardo Fernández
- 2008 — Mundo al revés, de  Ángel Padilla
- 2009 — Cuarenta siglos os contemplan, de Sergio Mars
- 2010 — La cosecha del centauro, de Eduardo Gallego y Guillem Sánchez i Gómez
- 2011 — La mirada de Pegaso, de Sergio Mars
- 2012 — La textura de tu piel, de David Jasso
- 2013 — Ostfront, de Eduardo Vaquerizo, José Ramón Vázquez y Santiago Eximeno
- 2014 — Detective, de Rodolfo Martínez
- 2015 — Los centinelas del tiempo, de Javier Negrete
- 2016 — Naturaleza humana, de César Mallorquí
- 2017 — En tierra extraña, de Felicidad Martínez
- 2018 — 36, de Nieves Delgado
- 2019 — Uno, de Nieves Delgado
- 2020 — La última mujer de La Mancha, de Enerio Dima[2]
- 2021 — La última luz de Tralia, de Isa J. González
- 2022 — Carcoma, de Layla Martínez
- 2023 — Nía, de Patricia Reimóndez Prieto
- 2024 — Puedes llamarme Espátula, de Celia Corral-Vázquez

### Mejor cuento
La categoría "premio Ignotus al mejor cuento" premia a los cuentos (obras de ficción de menos de 17.500 palabras) de ciencia ficción, fantasía o terror publicados originalmente en España durante el año previo al de la entrega del galardón. Esta categoría se entrega desde la constitución de los premios en 1991, aunque entonces bajo la denominación de "premio Ignotus al mejor relato". En 1993 esta categoría —al igual que el resto— no se entregó. A partir de 1994 la categoría recibió su nombre actual, y se reservó exclusivamente a obras escritas originalmente en alguna de las lenguas oficiales de España, mientras que para el resto de cuentos se creó una categoría distinta de "mejor cuento extranjero".
Las obras ganadoras de este galardón son:
- 1991 — La estrella, de Elia Barceló
- 1992 — A tumba abierta, de Rafael Marín Trechera
- 1994 — Estado crepuscular, de Javier Negrete
- 1995 — Castillos en el aire, de Rodolfo Martínez
- 1996 — El robot, de Rodolfo Martínez
- 1997 — El bosque de hielo, de Juan Miguel Aguilera
- 1998 — Mi esposa, mi hija, de Domingo Santos
- 1999 — El decimoquinto movimiento, de César Mallorquí
- 2000 — En las fraguas marcianas, de León Arsenal
- 2001 — La canica en la palmera, de Rafael Marín Trechera
- 2002 — Fortaleza de invicta castidad, de Eduardo Gallego y Guillem Sánchez i Gómez
- 2003 — Origami, de Santiago Eximeno
- 2004 — Negras águilas, de Eduardo Vaquerizo
- 2005 — La niña muerta, de José Antonio Cotrina
- 2006 — Días de otoño, de Santiago Eximeno
- 2007 — Son de piedra, de Rafael Marín Trechera
- 2008 — La apertura Slagar, de Alfredo Álamo y Santiago Eximeno
- 2009 — Lluvia sangrienta, de Roberto Malo
- 2010 — Víctimas inocentes, de David Jasso
- 2011 — El viento del olvido, de David Jasso
- 2012 — Mytolític, de Sergio Mars
- 2013 — Neo Tokio Blues, de José Ramón Vázquez
- 2014 — El aeropuerto del fin del mundo, de Tamara Romero
- 2015 — Casas rojas, de Nieves Delgado
- 2016 — La bestia humana de Birkenau, de Sergio Mars
- 2017 — La segunda muerte del padre, de Cristina Jurado
- 2018 — Humo y espejos, de Elia Barceló
- 2019 — Por una amiga, de Rocío Vega
- 2020 — El falso comerciante de pimienta, de David P. Yuste[2]
- 2021 — Abrazar el movimiento, de Cristina Jurado
- 2022 — No te sientes a la mesa de la bruja, de Marina Tena Tena
- 2023 — Los marginados, de Tony Jiménez
- 2024 — Mi primera Ouija TM, de Ana Saiz

### Mejor cuento extranjero
La categoría "premio Ignotus al mejor cuento extranjero" se entrega desde el año 1994, excindida de la categoría de mejor cuento. Son seleccionables para esta categoría aquellos cuentos (obras de ficción de menos de 40.000 palabras) de ciencia ficción, fantasía o terror escritos y publicados originalmente fuera de España, y publicados por primera vez en España en alguna de sus lenguas oficiales durante el año previo al de la entrega del galardón. En esta categoría se recogen tanto los cuentos —y las novelas cortas— traducidos de otros idiomas (que normalmente forman la mayor parte de las obras seleccionadas) como aquellos que, aunque en un idioma válido como el español, fueron publicados por primera vez fuera de España (como es el caso de las obras originarias de países hispanohablantes).
Las obras ganadoras de este galardón son:
| Año           | Título                                                                     | Autor               |
| ------------- | -------------------------------------------------------------------------- | ------------------- |
| 1994          | El juego de Ender                                                          | Orson Scott Card    |
| 1995          | Nuestra Señora de la Máquina                                               | Alan Dean Foster    |
| 1996          | Siete vistas de la garganta Olduvai                                        | Mike Resnick        |
| 1997          | Incluso la reina                                                           | Connie Willis       |
| 1998          | Timbuctú                                                                   | Carlos Gardini      |
| 1999          | Por qué el mundo no se acabó el martes pasado                              | Connie Willis       |
| 2000 Ex-aequo | Azar                                                                       | Connie Willis       |
| 2000 Ex-aequo | Directos a Portales                                                        | Connie Willis       |
| 2001          | Entra un soldado. Después entra otro                                       | Robert Silverberg   |
| 2002          | Las cuarenta y tres dinastías de Antares                                   | Mike Resnick        |
| 2003          | Los músicos                                                                | Andrzej Sapkowski   |
| 2004          | El dragón de hielo                                                         | George R. R. Martin |
| 2005          | Camino de dragón                                                           | George R. R. Martin |
| 2006          | El sumidero de la memoria                                                  | Mike Resnick        |
| 2007          | Aprendiendo a ser yo                                                       | Greg Egan           |
| 2008          | El monstruo de las galletas                                                | Vernor Vinge        |
| 2009          | El índice                                                                  | J. G. Ballard       |
| 2010          | El imperio invisible                                                       | John Kessel         |
| 2011          | Luminoso                                                                   | Greg Egan           |
| 2012          | Última generación                                                          | Iain Banks          |
| 2013          | El zoo de papel                                                            | Ken Liu             |
| 2014          | El hombre que puso fin a la Historia: documental                           | Ken Liu             |
| 2015          | El jugador                                                                 | Paolo Bacigalupi    |
| 2016          | Algoritmos para el amor                                                    | Ken Liu             |
| 2017          | Acerca de las costumbres de elaboración de libros en determinadas especies | Ken Liu             |
| 2018          | Tres tazas de aflicción a la luz de las estrellas                          | Aliette de Bodard   |
| 2019          | Binti                                                                      | Nnedi Okorafor      |
| 2020          | Sistemas críticos                                                          | Martha Wells        |
| 2021          | Exhalación                                                                 | Ted Chiang          |
| 2022          | Mr Death                                                                   | Alix E. Harrow      |
| 2023          | The long way up                                                            | Alix E. Harrow      |

### Mejor antología
La categoría "premio Ignotus a la mejor antología" premia a las antologías (compendio de cualquier extensión, de al menos tres relatos originales del mismo o distintos autores) de ciencia ficción, fantasía o terror publicadas en España en alguna de sus lenguas oficiales, tanto escritas originalmente como traducidas, durante el año previo al de la entrega del galardón. Esta categoría se entrega desde 2001.
Las obras ganadoras de este galardón son:
- 2001 — Besos de alacrán y otros relatos, de León Arsenal
- 2002 — Premio UPC 2000, de Miquel Barceló (editor)
- 2003 — El último deseo, de Andrzej Sapkowski
- 2004 — La espada del destino, de Andrzej Sapkowski
- 2005 — Paura - volumen 1, de VV.AA.
- 2006 — Ven y enloquece, de Fredric Brown
- 2007 — Axiomático, de Greg Egan
- 2008 — XVI Premio UPC, de Miquel Barceló (editor)
- 2009 — Bebés jugando con cuchillos, de Santiago Eximeno
- 2010 — De mecánica y alquimia, de Juan Jacinto Muñoz Rengel
- 2011 — La mirada de Pegaso, de Sergio Mars
- 2012 — Abismos, de David Jasso
- 2013 — Terra Nova. Antología de ciencia ficción contemporánea, de Mariano Villarreal y Luís Pestarini (editores)
- 2014 — Terra Nova Vol. 2, de Mariano Villarreal y Luis Pestarini (editores)
- 2015 — Terra Nova Vol. 3, de Mariano Villarreal (editor)
- 2016 — A la deriva en el Mar de las Lluvias y otros relatos, de Mariano Villarreal (editor)
- 2017 — La mirada extraña, de Felicidad Martínez
- 2018 — El zoo de papel y otros relatos, de Ken Liu
- 2019 — La compañía amable, de Rocío Vega
- 2020 — Cuentos para Algernon: Año VII, de Marcheto (editor)[2]
- 2021 — Cuentos para Algernon: Año VIII, de Marcheto (editor)
- 2022 — Cuentos para Algernon: Año IX, de Marcheto (editor)
- 2023 — Cuentos para Algernon, de Marcheto (editor)
- 2024 —Tierra de Meigas, de Amparo Montejano

### Mejor libro de ensayo
La categoría "premio Ignotus al mejor libro de ensayo" premia a cualquier libro que trate sobre la ciencia ficción, la fantasía o el terror publicado en España o fuera de España, tanto originalmente escrito como traducido a alguna de sus lenguas oficiales durante el año previo al de la entrega del galardón. Esta categoría se entregó por primera vez en 1992 bajo la denominación de "premio Ignotus a la mejor obra de no ficción". En 1993 la categoría —al igual que el resto— no se entregó. Es a partir de 1994 cuando la categoría recibe su nombre actual. El premio fue declarado desierto en una ocasión en el año 2015.
Las obras ganadoras de este galardón son:
- 1992 — Yo, Robert Graves, de Javier Redal
- 1994 — Literatura fantástica: las 100 mejores novelas, de David Pringle
- 1995 — Física i ciència-ficció, de J.J. Pont y M. Moreno
- 1996 — Los cómics Marvel, de Rafael Marín Trechera
- 1997 — Ciencia ficción: enciclopedia ilustrada, de John Clute
- 1998 — La gran saga de los Aznar, de Carlos Saiz Cidoncha y Pedro García Bilbao
- 1999 — Rumbo al infinito, de Pablo Herranz
- 2000 — El lenguaje de los elfos, de Luis González Baixauli
- 2001 — Paradojas: ciencia en la ciencia ficción, de Miquel Barceló
- 2002 — Las 100 mejores novelas de CF del siglo XX , de VV.AA.
- 2003 — La ciencia ficción española, de VV.AA.
- 2004 — Guía de la ciencia ficción y la fantasía en España, de Óscar Cuevas y José Miguel Pallarés
- 2005 — Espectra, de Pilar Pedraza
- 2006 — Idios Kosmos, de Pablo Capana
- 2007 — El universo de la ciencia-ficción, de Sergio Gaut vel Hartman
- 2008 — Fantástica Televisión, de Alfonso Merelo
- 2009 — Del folletín al bolsilibro: 50 años de la novela popular española (1900-1950), de Fernando Eguidazu
- 2010 — W de Watchmen, de Rafael Marín Trechera
- 2011 — Teoría de la literatura de ciencia ficción, de Fernando Ángel Moreno
- 2012 — Blade Runner. Lo que Deckard no sabía, de Jesús Alonso Burgos
- 2013 — La ciencia ficción de Isaac Asimov, de Rodolfo Martínez
- 2014 — La 100cia ficción de Rescepto, de Sergio Mars
- 2016 — Yo soy más de series, de VV.AA.
- 2017 — En regiones extrañas, de Lola Robles
- 2018 — Wonder Woman. El feminismo como superpoder, de Elisa McCausland
- 2019 — Contar es escuchar, de Ursula K. Le Guin
- 2020 — Infiltradas, de Cristina Jurado y Lola Robles (editores)[2]
- 2021 — El idioma de la noche, de Ursula K. Le Guin
- 2022 — La Nave Invisible: 5 años de travesía, de autoría múltiple
- 2023 — Terry Pratchett. Una vida con notas al pie, de Rob Wilkins
- 2024 —Breve viaje por la España de las brujas, de Clara Dies Valls y Javier Prado (Autoeditada/Sugaar Editorial)

### Mejor libro infantil-juvenil
La categoría "premio Ignotus al mejor libro infantil-juvenil" premia a cualquier obra de ciencia ficción, fantasía, terror o temática afín escrita originalmente en alguna de las lenguas del Estado Español y publicada originalmente en España durante el año previo al de la entrega del galardón. Esta categoría se entrega desde el año 2020.
Las obras ganadoras de este galardón son:
- 2020 — Prácticas mágicas, de Nahikari Diosdado[2]
- 2021 — Lionheart, de Ana Roux y No escuches a la luna, de Marina Tena Tena
- 2022 — El clclo de vida de la mariposa nocturna. de Bruno Puelles
- 2023 — Un futuro incierto, de Isabel Pastor Martín y José Luis Pastor Diez
- 2024— El verano en que llegaron los lobos, de Patricia García Rojo (Ediciones SM)

### Mejor artículo
La categoría "premio Ignotus al mejor artículo" premia a cualquier artículo no publicado en forma de libro que trate sobre la ciencia ficción, la fantasía o el terror publicado en España o fuera de España, tanto originalmente escrito como traducido a alguna de sus lenguas oficiales durante el año previo al de la entrega del galardón. Esta categoría se entrega desde 1994.
Las obras ganadoras de este galardón son:
- 1994 — El perpetrador anónimo, de Domingo Santos
- 1995 — El Coronel Ignotus, de Augusto Uribe
- 1996 — El capitán Sirius, de Augusto Uribe
- 1997 — El sueño de Darwin...: ciencia ficción y evolución, de Eduardo Gallego y Javier Redal
- 1998 — La primera etapa de las HispaCones, de Agustín Jaureguízar
- 1999 — Las colecciones de CF, de Julián Díez
- 2000 — Pasajeros a bordo para el Escatón, de Stephen Baxter
- 2001 — (Ex aequo) ¡Bester! ¡Bester!, de Juan Manuel Santiago y Viajando hacia las estrellas: naves estelares en la CF, de Cristóbal Pérez-Castejón
- 2002 — El erotismo en las novelas de a duro, de José Carlos Canalda
- 2003 — Truenos entre las estrellas, de Cristóbal Pérez-Castejón
- 2004 — Cuando soplan los vientos del cambio, de Cristóbal Pérez-Castejón
- 2005 — Historia alternativa en la literatura española I, de Alfonso Merelo
- 2006 — Crónicas Marcianas, de Alfonso Merelo
- 2007 — Ciencia ficción, ¿Qué es?, de Alfonso Merelo
- 2008 — Hermenéutica relativista, de Gabriella Campbell
- 2009 — Los dioses astronautas en la ciencia ficción, de Mario Moreno Cortina
- 2010 — La historia que no fue; a propósito de “Cuatro siglos de buen gobierno” y la otra historia de Nilo María Fabra, de Alfonso Merelo
- 2011 — La radionovela de ciencia ficción española: Historias para imaginar, de Alfonso Merelo
- 2012 — Gigamesh, ¿Qué fue de…?, de Ignacio Illarregui
- 2013 — Ciencia ficción en español, de Fernando Ángel Moreno
- 2014 — La ciencia ficción española, de Mariano Villarreal
- 2015 — 20 autores de relatos de ciencia ficción que deberías estar leyendo, de Elías F. Combarro
- 2016 — Antologías de ciencia ficción en España, de Cristina Jurado
- 2017 — Escritoras españolas de ciencia ficción, de Lola Robles
- 2018 — Javier Redal, en la eternidad, de Pablo Bueno
- 2019 — New Weird, de Teresa P. Mira
- 2020 — Guía para empezar a leer Mundodisco de Terry Pratchett según tus gustos, de Carla Campos Moreno[2]
- 2021 — Camarero, hay romántica en mi literatura de género, de Andrea Penalva
- 2022 — La importancia del espejo: por qué hacer reescrituras queer de clásicos, de Andrea Penalva
- 2023 — Autoras descatalogadas en tu zona, de Arturo Urbanos
- 2024 —«Hopepunk: Cuando la bondad es rebeldía», de Aitor Aráez (en la web Droids & Druids)

### Mejor ilustración
La categoría "premio Ignotus a la mejor ilustración" premia a cualquier obra gráfica individual, aparecida en cualquier tipo de publicación, publicada originalmente en España durante el año previo al de la entrega del galardón. Esta categoría se entrega desde la constitución de los premios en 1991, con excepción del año 1993 en la que —al igual que el resto— no se entregó.
Las obras ganadoras de este galardón son:
- 1991 — Portada de Gigamesh 1, de Don Maitz
- 1992 — Metrófago, de Toni Garcés
- 1994 — Portada de BEM 31, de Paco Roca
- 1995 — Portada de El refugio, de TRAZO
- 1996 — Portada de Gigamesh 4, de TRAZO
- 1997 — Portada de Tierra de nadie: Jormungand , de TRAZO
- 1998 — Portada de BEM 58, de Ciruelo Cabral
- 1999 — Portada de La locura de Dios, de Rafael Fontériz
- 2000 — Portada de Las estrellas mi destino, de Juan Miguel Aguilera y Paco Roca
- 2001 — Portada de Snow Crash, de Paco Roca y Juan Miguel Aguilera
- 2002 — Portada de Demonios en el cielo, de Koldo Campo
- 2003 — Portada de Muerte de la luz, de Juan Miguel Aguilera
- 2004 — Portada de En alas de la canción, de Manuel de los Galanes y Roberto Uriel
- 2005 — Portada de Sherlock Holmes y la sabiduría de los muertos, de Alejandro Terán
- 2006 — Portada de Gigamesh 41, de Alejandro Terán
- 2007 — Portada de Factor psi, de Alfonso Seijas
- 2008 — Portada de Cristales de fuego, de Felideus
- 2009 — Portada de Día de perros, de Cuca Baquero
- 2010 — Portada de El adepto de la reina, de Alejandro Terán
- 2011 — Portada de Fragmentos de burbuja, de Felideus
- 2012 — Portada de Los horrores del escalpelo, de Alejandro Colucci
- 2013 — Portada de Terra Nova, de Ángel Benito Gastañaga
- 2014 — Portada de Memoria de tinieblas, de Eduardo Vaquerizo
- 2015 — Portada de Retrofuturismos, de Alejandro Colucci
- 2016 — Portada de Mariposas del Oeste, de Juan Miguel Aguilera
- 2017 — Cubierta de Futuros perdidos, de Enrique Corominas
- 2018 — Cubierta de CloroFilia, de Cecilia G. F.
- 2019 — Cubierta de SuperSonic, de Juan Alberto Hernández
- 2020 — Cubierta de La brigada lluminosa, de Marina Vidal[2]
- 2021 — Cubierta de La única criatura enorme e inofensiva, de Sara H. Randt
- 2022 — Cubierta de Las bestias olvidadas de Eld, de María Matos
- 2023 — Cubierta de Aventuras en el Litenverso, de Laurielle
- 2024 — Cubierta de Breve viaje por la España de las brujas, de Clara Dies Valls y Javier Prado (Autoeditada/Sugaar Editorial)

### Mejor producción audiovisual
La categoría "premio Ignotus a la mejor producción audiovisual" premia a las producciones de cine, teatro, radio o televisión, individuales o por capítulos, de ciencia ficción, fantasía o terror aparecidas por primera vez durante el año previo al de la entrega del galardón. Esta categoría se entrega desde 1994. El premio ha quedado desierto en los años 1995 y 2004.
Las obras ganadoras de este galardón son:
- 1994 — Acción mutante, de Álex de la Iglesia (cine)
- 1996 — El día de la bestia, de Álex de la Iglesia (cine)
- 1997 — Iberia Inc. 1, de Rafael Marín, Carlos Pacheco y Rafa Fonteriz (historieta)
- 1998 — Abre los ojos, de Alejandro Amenábar (cine)
- 1999 — El milagro de P. Tinto, de Javier Fesser (cine)
- 2000 — El archivo de Nessus, de Pedro Jorge Romero (página web)
- 2001 — El corazón del guerrero, de Daniel Monzón (cine)
- 2002 — Los otros, de Alejandro Amenábar (cine)
- 2003 — Darkness, de Jaume Balagueró (cine)
- 2005 — El maquinista, de Brad Anderson (cine)
- 2006 — Cálico Electrónico, de Nikodemo Animation (serie web)
- 2007 — El laberinto del fauno, de Guillermo del Toro (cine)
- 2008 — REC, de Jaume Balagueró y Paco Plaza (cine)
- 2009 — Los cronocrímenes, de Nacho Vigalondo (cine)
- 2010 — Planet 51, de Jorge Blanco y Javier Abad (cine)
- 2011 — A través del espejo, Alfonso Merelo y Elia Hernández (radio)
- 2012 — EVA, de Kike Maillo (cine)
- 2013 — Los VerdHugos, de Miquel Codony, Elías Combarro, Josep María Oriol y Pedro Román (pódcast)
- 2014 — Los VerdHugos (pódcast)
- 2015 — Los VerdHugos (pódcast)
- 2016 — El Ministerio del Tiempo, de Pablo Olivares y Javier Olivares (serie)
- 2017 — El Ministerio del Tiempo
- 2018 — La cueva, de Felicidad Martínez (canal de YouTube)
- 2019 — Café Librería, de Carla Plumed, David Pierre y Miriam Beizana
- 2020 — Klaus, con dirección de Sergio Pablos (largometraje)[2]
- 2021 — Las escritoras de Urras (pódcast), de Maielis González y Sofía Barker
- 2022 — Las escritoras de Urras (pódcast), de Maielis González y Sofía Barker
- 2023 — Droids & Druids (pódcast), de Amanda Iniesta, Elena Torró e Inés Galiano
- 2024 — Droids & Druids (pódcast), de Amanda Iniesta, Elena Torró e Inés Galiano

### Mejor tebeo
La categoría "premio Ignotus al mejor tebeo" premia a historietas y otras obras de narrativa gráfica en cualquier forma de distribución, de ciencia ficción, fantasía o terror aparecidas durante el año previo al de la entrega del galardón. Esta categoría se entrega desde 2003. En los años 2014 y 2015 el premio quedó desierto.
Las obras ganadoras de este galardón son:
- 2003 — Los 4 Fantásticos, de Rafael Marín, Jesús Merino y Carlos Pacheco
- 2004 — Avatar, de Juan Miguel Aguilera y Rafael Fonteriz
- 2005 — La legión del espacio, de Alfredo Álamo y Fedde Carroza
- 2006 — La legión del espacio
- 2007 — La legión del espacio
- 2008 — La legión del espacio
- 2009 — La legión del espacio
- 2010 — Las calles de arena, de Paco Roca
- 2011 — La espada del cazador, de Rubén Serrano Calvo y Esteban Patiño
- 2012 — El héroe, de David Rubín
- 2013 — Espinas, de Santiago Eximeno y Ángel Manuel Sánchez
- 2016 — ¡Universo!, de Albert Monteys
- 2017 — Providence, de Jacen Burrows y Alan Moore
- 2018 — Anatomía del caos, de Manuel Amaro, Miguel Ángel Cáceres y Dr. Zonum
- 2019 — Lo que más me gusta son los monstruos, de Emil Ferris
- 2020 — Ocultos, de Laura Pérez[2]
- 2021 — Descanso corto, de Laurielle
- 2022 — Nada del otro mundo, de Laurielle
- 2023 — Asalto al castillo, de Laurielle
- 2024 —La taza medio llena, de Laurielle (autoeditado)

### Mejor obra poética
La categoría "premio Ignotus a la mejor obra poética" premia a obras de carácter poético de ciencia ficción, fantasía o terror publicadas originalmente en España en alguna de sus lenguas oficiales durante el año previo al de la entrega del galardón. Esta categoría se entrega desde 1994, pero ha quedado desierta en numerosas ocasiones.
Las obras ganadoras de este galardón son:
- 1994 — Acción mutante, canción de Def Con Dos
- 2000 — Phaedra, de Juan José Aroz
- 2004 — Apocalipsis relativo, de Alfredo Álamo
- 2005 — Quiero ser como Lugosi, de Alfredo Álamo
- 2006 — ON / OFF, de Gabriella Campbell
- 2007 — Poe, de Alfredo Álamo
- 2008 — El árbol del dolor, de Gabriella Campbell y Víctor Miguel Gallardo Barragán
- 2009 — Las increíbles suburbanas aventuras de la Brigada Poética, de Alberto García-Teresa
- 2010 — Napalm Satori, de Francisco Javier Pérez
- 2011 — Paraísos Cibernéticos, de Javier Arnau y Carlos Suerio
- 2012 — Histerias minúsculas, de Víctor Miguel Gallardo Barragán
- 2013 — Quiero comerme tu máscara de gas, de Santiago Eximeno

### Mejor revista
La categoría "premio Ignotus a la mejor revista" premia a revistas y otras publicaciones de frecuencia periódica —ya sean de carácter amateur, semiprofesional o profesional— dedicadas a la ciencia ficción, la fantasía o el terror y editadas en España durante el año previo al de la entrega del galardón. Esta categoría se entrega desde 1994.
Las obras ganadoras de este galardón son:
- 1994 — BEM (Interface Grupo Editor)
- 1995 — BEM
- 1996 — BEM
- 1997 — BEM
- 1998 — BEM
- 1999 — Gigamesh (dirigida por Julián Díez, editada por Alejo Cuervo)
- 2000 — Gigamesh
- 2001 — Gigamesh
- 2002 — (ex aequo) Pulp Magazine (Mario Moreno y Román Goicoechea) y Artifex, segunda época (Luis G. Prado y Julián Díez)
- 2003 — Gigamesh
- 2004 — Artifex, segunda época
- 2005 — Asimov Ciencia Ficción (Robel)
- 2006 — Asimov Ciencia Ficción
- 2007 — Vórtice en línea
- 2008 — Hélice (Asociación Cultural Xatafi)
- 2009 — Hélice
- 2010 — Calabazas en el trastero (Saco de huesos)
- 2011 — Imaginarios (Federación Española de Fantasía Épica)
- 2012 — Calabazas en el trastero
- 2013 — Delirio
- 2014 — Scifiworld (Inquidanzas ediciones)
- 2015 — Scifiworld
- 2016 — Delirio
- 2017 — SuperSonic (dirección de Cristina Jurado, edición de Palabaristas Press)
- 2018 — SuperSonic
- 2019 — SuperSonic
- 2020 — Windumanoth[2]
- 2021 — Windumanoth
- 2022 — Windumanoth
- 2023 — Windumanoth
- 2024 — Droids & Druids

### Mejor sitio web
La categoría "premio Ignotus al mejor sitio web" premia a páginas o sitios web sobre ciencia ficción, fantasía o terror, con al menos parte de sus contenidos en alguna de las lenguas oficiales de España, independientemente de su ubicación o nacionalidad de sus autores, disponibles al menos durante el periodo de votación del galardón. Esta categoría se entrega desde 2001.
Las obras ganadoras de este galardón son:
- 2001 — Bibliópolis: crítica en la red (http://www.bibliopolis.org), de Luis G. Prado
- 2002 — Bibliópolis: crítica en la red
- 2003 — Términus Trántor (http://www.ttrantor.org), de Juan José Parera Bermúdez
- 2004 — Cyberdark (http://www.cyberdark.net), de David Fernández Rafael
- 2005 — Sitio de Ciencia Ficción (http://www.ciencia-ficcion.com), de Francisco José Suñer Iglesias
- 2006 — Sitio de Ciencia Ficción
- 2007 — Sitio de Ciencia Ficción
- 2008 — NGC 3660 (http://www.ngc3660.es), de Pilar Barba
- 2009 — BEM On Line (http://www.bemonline.com), de Grupo Interface
- 2010 — NGC 3660
- 2011 — La Tercera Fundación (http://www.tercerafundacion.es), de la asociación Los Conseguidores
- 2012 — La Tercera Fundación
- 2013 — La Tercera Fundación
- 2014 — (ex aequo) Cuentos para Algernon (http://cuentosparaalgernon.wordpress.com), de Marcheto y La Tercera Fundación
- 2015 — La Tercera Fundación
- 2016 — Sense of Wonder (http://www.sentidodelamaravilla.blogspot.com.es), de Elías F. Combarro
- 2017 — La Tercera Fundación
- 2018 — La Nave Invisible (https://lanaveinvisible.com/), de VV.AA.
- 2019 — La Nave Invisible
- 2020 — La Nave Invisible[2]
- 2021 — La Nave Invisible
- 2022 — La Nave Invisible
- 2023 — La Nave Invisible
- 2024 — La Nave Invisible

## Otros galardones
En 2010 se entregó excepcionalmente un «Premio RetroIgnotus», que recayó la novela de 1988 Hijos de la Eternidad de Javier Redal y Juan Miguel Aguilera.
La Junta Directiva puede entregar también, discrecionalmente, los premios Gabriel, para destacar las aportaciones de una personalidad concreta. Instituidos en 1994, sustituían a los premios a toda una vida, entregados desde 1991.
Tienen derecho a voto los socios de la AEFCFT y de otras asociaciones afines, y los aficionados inscritos en la HispaCon del año en curso.

## Historia
Los premios Ignotus se entregaron por primera vez en el IX Congreso Nacional de Fantasía y Ciencia Ficción (HispaCon) de la Asociación Española de Fantasía, Ciencia Ficción y Terror, celebrado en 1991 en Barcelona. No existe constancia escrita de la motivación o los impulsores de los premios. Originalmente el premio se entregaba en tres categorías (mejor novela, mejor relato y mejor ilustración) a la que se añadió una cuarta (mejor obra de no ficción) en 1992. En 1994 los premios se formalizaron siguiendo el modelo de los premios Hugo: se creó un reglamento y se estableció la figura del administrador para velar por su aplicación; se reorganizaron las categorías, añadiéndose nuevas y renombrándose otras, hasta alcanzar las diez (novela, novela extranjera, cuento, cuento extranjero, libro de ensayo, artículo, ilustración, producción audiovisual, obra poética y revista) y se estableció un sistema de votación en dos fases. En 1995 se añadiría la categoría de "mejor novela corta".  En el año 2001 los premios se ampliarían hasta las 13 categorías con la inclusión de "mejor antología" y "mejor sitio web". En 2003 se alcanzarían las actuales 14 tras añadirse la de "mejor tebeo" a las ya existentes.
Las siguientes personas han ostentado la administración de los premios Ignotus:
- Pedro Jorge Romero (1994-1997).
- Mariano Villarreal (1998-2002).
- Juan Antonio Martínez Cánovas (2003-2004).
- Ricardo Manzanaro  (2005-2014).
- Juan José Parera  (2015-2022).
- Laura S. Maquilón (2020-actualidad).[6]
- Darío Díaz Anzalone (2020-actualidad).